# Trò chơi điện tử nhiều người chơi
Trò chơi điện tử nhiều người chơi (tiếng Anh: multiplayer video game) là một trò chơi (game) trong đó nhiều người có thể chơi trong cùng môi trường game cùng một lúc. Trò chơi điện tử thường có hoạt động chơi đơn, đưa người chơi chống lại những thách thức lập trình trước hoặc đối thủ do AI điều khiển (mà thiếu đi sự linh hoạt của tư duy con người). Trò chơi điện tử nhiều người chơi cho phép người chơi tương tác với các cá nhân khác trong quan hệ đối tác, đối thủ cạnh tranh hoặc kình địch, cung cấp cho họ sự vắng mặt truyền thông xã hội từ những game chơi đơn. Trong trò chơi điện tử nhiều người chơi, người chơi có thể ganh đua chống lại hai (hoặc nhiều hơn) đấu thủ do người chơi khác điều khiển, làm việc mang tính hợp tác với một đối tác người để đạt được một mục tiêu chung, giám sát hoạt động của người chơi khác hoặc là cộng tác và phương thức tấn công dựa theo mục tiêu (hoặc bảo vệ) một điểm kiểm soát. Trò chơi điện tử nhiều người chơi thường đòi hỏi người chơi phải chia sẻ tài nguyên của một hệ thống trò chơi đơn hoặc sử dụng công nghệ nối mạng để chơi với nhau qua một khoảng cách lớn hơn.

## Lịch sử

### Game không nối mạng
Một số trò chơi điện tử sớm nhất là những game hai người chơi, bao gồm cả những game thể thao đầu tiên (chẳng hạn như Tennis For Two năm 1958 và Pong năm 1972), những game bắn súng đầu tiên như Spacewar! năm 1962) và game đua xe đầu tiên như Astro Race năm 1973. Các ví dụ đầu tiên của dạng game thời gian thực nhiều người chơi đã được phát triển trên hệ thống PLATO khoảng năm 1973. Những game nhiều người sử dụng được phát triển trên hệ thống này bao gồm Empire (1973) và Spasim (1974); mà sau này trở thành game bắn súng góc nhìn thứ nhất đầu tiên. Những trò chơi điện tử đầu tiên khác bao gồm cả chế độ chơi nhiều người theo lượt vốn khá phổ biến trong những cỗ máy arcade bàn cờ. Trong những game này, việc chơi được luân phiên tại một số điểm (thường sau khi để mất một mạng). Tất cả điểm số của người chơi thường được hiển thị trên màn hình để người chơi có thể nhìn thấy thứ hạng tương đối của mình. Đến lượt mấy game sau này như Gauntlet (1985) và Quartet (1986) đã giới thiệu lối chơi cộng tác 4 người chơi cho hệ máy arcade. Cả hai game này đều có kết nối rộng hơn cho phép cho bốn bộ điều khiển chơi cùng lúc.

### Game nối mạng
Các thế hệ nối tiếp đầu tiên có quy mô lớn bằng cách sử dụng một máy tính duy nhất là STAR (dựa trên Star Trek), OCEAN (một trận chiến, sử dụng tàu thuyền, tàu ngầm và máy bay trực thăng, với những người chơi được chia thành hai thành phố đối đầu với nhau) và CAVE năm 1975 (dựa trên Dungeons and Dragons), do Christopher Caldwell tạo ra (với tác phẩm nghệ thuật và đề xuất của Roger Long và sự mã hóa bằng hợp ngữ của Robert Kenney) trên máy DECsystem-1090 của Đại học New Hampshire. Hệ thống máy tính của trường đại học đã có hàng trăm thiết bị đầu cuối, kết nối (qua đường dây nối tiếp) thông qua cụm máy PDP-11 dành cho học sinh, giáo viên và nhân viên truy cập. Các game này đã có một chương trình chạy trên mỗi thiết bị đầu cuối (cho mỗi người chơi), phân phối một đoạn bộ nhớ chia sẻ (được gọi là "phân khúc cao" trong hệ điều hành TOPS-10). Những game này đều trở nên nổi tiếng và thường bị các trường đại học cấm đoán vì sử dụng RAM của họ. STAR dựa trên chương trình BASIC STAR hướng đến đối tượng người dùng duy nhất năm 1974, do Michael O'Shaughnessy viết ra tại UNH.
Ken Wasserman và Tim Stryker đã mô tả cách nối mạng hai máy tính Commodore PET với một cái dây cáp trong bài viết năm 1980 trên tờ BYTE, bao gồm cả trò đoán chữ hai người chơi Hangman và được miêu tả là trông phức tạp hơn Flash Attack của tác giả. Digital Equipment Corporation đã phân phối một phiên bản đa người dùng của Star Trek, Decwar, không có màn hình thời gian thực cập nhật; nó đã được phân phối rộng rãi đến các trường đại học với DECsystem-10s. Năm 1981, Cliff Zimmerman đã viết một bài kính trọng đến Star Trek trong MACRO-10 dành cho DECsystem-10s và -20s sử dụng đồ họa sê-ri VT100. "VTtrek" đọ sức bốn người chơi phe Liên bang chống lại bốn tên Klingon trong một vũ trụ không gian ba chiều.
MIDI Maze là tựa game bắn súng góc nhìn thứ nhất đầu tiên phát hành vào năm 1987 cho Atari ST, có tính năng chơi kết nối qua mạng thông qua một giao diện MIDI trước khi kiểu chơi Ethernet và Internet trở nên phổ biến. Nó được coi là game bắn súng 3D nhiều người chơi đầu tiên trên một hệ thống chính thống, và là game hành động nối mạng nhiều người chơi đầu tiên (hỗ trợ lên đến 16 người chơi). Trò chơi này về sau đã được chuyển thể sang một số hệ máy khác (bao gồm cả Game Boy và Super NES) vào năm 1991 dưới tiêu đề Faceball 2000, biến nó trở thành tựa game bắn súng góc nhìn thứ nhất đa hệ trên thiết bị cầm tay đầu tiên và là ví dụ console điển hình của thể loại này.
Chế độ nhiều người chơi có kết nối mạng được gọi là "netplay". Tựa game nổi tiếng đầu tiên với một phiên bản LAN là Spectre năm 1991 dành cho Apple Macintosh, có chứa tính năng AppleTalk hỗ trợ lên đến tám người chơi. Độ nổi tiếng của Spectre được một phần là do việc hiển thị tên gọi của người chơi trên chiếc cybertank của họ. Theo sau nó là trò Doom năm 1993 có phiên bản nối mạng đầu tiên cho phép bốn người chơi cùng lúc. Những game nhiều người chơi nối mạng LAN đã loại bỏ các vấn đề Internet phổ biến như lag và ẩn danh, và là trọng tâm của LAN party. Những game nối mạng chơi qua email thì lại sử dụng email để liên lạc giữa các máy tính. Các biến thể theo lượt khác không đòi hỏi người chơi phải kết nối trực tuyến cùng một lúc là chơi qua gửi bài viết và chơi qua Internet. Một số trò chơi trực tuyến thuộc dạng "nhiều người chơi" với một số lượng lớn người chơi tham gia cùng một lúc. Hai thể loại tiêu biểu cho dạng này là MMORPG (như World of Warcraft hay EverQuest) và MMORTS.
Một số game nối mạng nhiều người chơi bao gồm cả MUD và các trò chơi trực tuyến nhiều người chơi như RuneScape đã bỏ qua mục chơi đơn. Những game bắn súng góc nhìn thứ nhất đã trở thành những game nối mạng nhiều người chơi nổi tiếng; Battlefield 1942 và Counter-Strike có rất ít (hoặc không có) lối chơi đơn. Thư viện của trang phát triển và chơi game OMGPOP bao gồm nhiều trò chơi flash dành cho người chơi thông thường. MMOG lớn nhất thế giới là Lineage của Hàn Quốc, với 19 triệu người chơi đăng ký (chủ yếu là ở châu Á). MMOG phương Tây lớn nhất trong năm 2008 là World of Warcraft, với hơn 10 triệu người chơi đăng ký trên toàn thế giới. Thể loại game này hường đòi hỏi nhiều máy tính kết nối qua mạng Internet; trước khi Internet trở nên phổ biến, MUD được chơi trên hệ thống máy tính chia sẻ thời gian và các game như Doom được chơi qua mạng LAN.
Game thủ thường ám chỉ độ trễ với thuật ngữ "ping", dựa trên một tiện ích mà các biện pháp giao tiếp mạng khứ hồi bị trì hoãn (do việc sử dụng các gói tin ICMP). Một người chơi có kết nối DSL với ping 50-ms thì phản ứng nhanh hơn so với một người sử dụng modem với độ trễ trung bình 350 ms. Những vấn đề khác là mất gói dữ liệu và nghẽn mạng có thể ngăn chặn người chơi khỏi việc "đăng ký" hành động của họ với một máy chủ. Trong thể loại game bắn súng góc nhìn thứ nhất, vấn đề này sẽ xuất hiện khi viên đạn trúng đối phương mà không bị tổn hại gì cả. Kết nối của người chơi không phải là yếu tố duy nhất; một số máy chủ chậm hơn so với số khác. Bắt đầu với Sega NetLink năm 1996, Game.com năm 1997 và Dreamcast năm 2000, những hệ máy console hỗ trợ việc kết nối chơi game qua mạng LAN và Internet. Nhiều điện thoại di động và console cầm tay cũng cung cấp việc chơi game không dây với công nghệ Bluetooth (hoặc tương tự). Đến việc chơi game trực tuyến của thập niên 2010 đã trở thành trụ cột chính với các hệ máy console tiếp theo như Xbox và PlayStation.

## Hệ thống đơn nhất
Trong các game hệ máy console, arcade và máy tính cá nhân hiện nay, "mục chơi nối mạng" ám chỉ việc chơi game với một bộ cầm điều khiển được cắm vào một hệ thống trò chơi. Những game console chính thống thường sử dụng màn hình chia nhỏ, do đó mỗi người chơi đều có góc nhìn hành động riêng biệt (có tầm quan trọng trong thể loại bắn súng góc nhìn thứ nhất và game đua xe); hầu hết các game arcade và một số game hệ máy console (kể từ Pong) thì lại không được như vậy. Gần như tất cả các mục chơi nối mạng của dạng game beat 'em up chỉ có lựa chọn hệ thống đơn nhất, nhung các game đua xe thì lại bỏ màn hình chia nhỏ để ủng hộ hệ thống đa năng là mục chơi nối mạng. Những game theo lượt như cờ vua còn thêm vào hệ thống đơn màn hình duy nhất và thậm chí là một bộ điều khiển duy nhất.

## Gian lận trực tuyến
Gian lận trực tuyến trong quá trình chơi game làm thay đổi trải nghiệm của trò chơi khiến cho người chơi có lợi thế hơn những người khác. Sự thử thách trong game có thể thay đổi đáng kể khi áp dụng các bản mod. Người chơi có thể bị đuổi ra khỏi các máy chủ khi trình chống gian lận được kích hoạt.